# După 28 de săptămâni
După 28 de săptămâni (denumire originală 28 Weeks Later) este un film britanico-spaniol din 2007, regizat de Juan Carlos Fresnadillo. 28 Weeks Later este o continuare a filmului de groază post-apocaliptic 28 Days Later (2002) și a avut premiera în Marea Britanie și Statele Unite la 11 mai 2007. Filmările au fost realizate în Londra și în studiourile 3 Mills, alături de scene care au loc pe stadionul Wembley, scenele finale au fost turnate în Țara Galilor, pe stadionul Millennium Stadium. În rolurile principale joacă actorii Robert Carlyle, Rose Byrne, Jeremy Renner și Imogen Poots.
Coloana sonoră a filmului a fost compusă de John Murphy.
Întrebați despre o eventuală continuare a seriei, producătorii Danny Boyle și Alex Garland au spus că este posibil și au unele idei pentru realizarea unui al treilea film din serie, numit „După 28 de luni” (28 Months Later), dar că din anumite motive este complicat.

## Actori
- Robert Carlyle este Donald Harris
- Rose Byrne este Maior Scarlet Levy
- Jeremy Renner este Sergent Doyle
- Imogen Poots este Tammy Harris
- Mackintosh Muggleton este Andy Harris
- Harold Perrineau este Flynn
- Catherine McCormack este Alice Harris
- Raymond Waring este Sam
- Idris Elba este General Stone
- Shahid Ahmed este Jacob
- Emily Beecham este Karen
- Garfield Morgan este Geoff
- Amanda Walker este Sally
- Beans El-Balawi este Boy